# Camp Fear
Camp Fear – amerykański film grozy wydany w 1991 roku na rynek wideofoniczny, znany również jako The Millennium Countdown. Gwiazdą filmu jest Betsy Russell.

## Zarys fabuły
Cztery siostry wybierają się na leśny kemping ze swoim szkolnym profesorem w celu badań naukowych, nie wiedząc, że w lesie czai się śmiertelne zagrożenie...